# Großer Preis von Indien 2011
Der Große Preis von Indien 2011 (offiziell 2011 Formula 1 Airtel Grand Prix of India) fand am 30. Oktober auf dem Buddh International Circuit in Greater Noida statt und war das 17. Rennen der Formel-1-Weltmeisterschaft 2011.

## Berichte

### Hintergrund
Nach dem Großen Preis von Japan stand Sebastian Vettel bereits als Weltmeister fest. Nach dem Großen Preis von Korea führte er in der Fahrerwertung uneinholbar mit 127 Punkten vor Jenson Button und mit 137 Punkten vor Fernando Alonso. In der Konstrukteurswertung stand Red Bull-Renault ebenfalls als Weltmeister fest. Sie führten in der Konstrukteurswertung mit 140 Punkten vor McLaren-Mercedes und mit 248 Punkten vor Ferrari.
Beim Großen Preis von Indien stellte Pirelli den Fahrern die Reifenmischungen Hard (silber) und Soft (gelb), sowie für nasse Bedingungen Intermediates (hellblau) und Full-Wets (orange) zur Verfügung. Am ersten Trainingstag erhielten die Piloten einen zusätzlichen Satz der Reifenmischung Soft.
Vor dem Rennwochenende gab es zwei Fahrerwechsel: Vitantonio Liuzzi wurde bei HRT durch Narain Karthikeyan ersetzt. Karthikeyan erhielt das Fahrzeug mit der Nummer 22, das er bereits zum Saisonauftakt fuhr. Daniel Ricciardo übernahm das Fahrzeug mit der Nummer 23 von Liuzzi.
Jarno Trulli absolvierte seinen 250. und Felipe Massa den 150. Grand Prix.
Da der Große Preis von Indien erstmals ausgetragen wurde, trat kein ehemaliger Sieger zu diesem Grand Prix an.

### Training
Das erste freie Training wurde kurz nach Beginn unterbrochen, da ein Hund auf der Strecke war. Lewis Hamilton erzielte schließlich die erste Bestzeit auf dieser Strecke vor Vettel und Mark Webber. Karun Chandhok übernahm in diesem Training den Lotus von Heikki Kovalainen. Nach dem Training wurden Hamilton und Sergio Pérez von den Rennkommissaren mit einer Startplatzstrafe von drei Positionen belegt, da sie bei doppelt geschwenkten gelben Flaggen nicht deutlich genug verlangsamten.
Im zweiten freien Training war Massa der schnellste Pilot vor Vettel und Alonso. Nach einem Unfall von Jérôme D’Ambrosio ausgangs Kurve 11 wurde das Training kurzzeitig unterbrochen.
Im dritten freien Training fuhr Vettel die schnellste Runde vor Button und Webber. D’Ambrosio sowie die beiden HRT-Piloten Karthikeyan und Ricciardo erzielten in keiner Trainingssitzung eine Zeit innerhalb der 107-Prozent-Regel.

### Qualifying
Im ersten Qualifying-Abschnitt (Q1) erzielte Witali Petrow die schnellste Runde. Timo Glock gelang es aufgrund von Getriebeprobleme nicht, eine Zeit innerhalb der 107-Prozent-Regel zu setzen und scheiterte somit an der Qualifikation. Er wurde nachträglich zum Rennen zugelassen. Darüber hinaus schafften die HRT- und Lotus-Piloten sowie D’Ambrosio und Kamui Kobayashi nicht den Sprung ins zweite Segment.
In diesem (Q2) war Vettel der schnellste Fahrer. Die Williams- und Renault-Piloten sowie Pérez, Paul di Resta und Michael Schumacher schieden aus.
Im letzten Abschnitt (Q3) behielt Vettel die Führung und erzielte seine 28. Pole-Position vor Hamilton und Webber. Das Qualifying wurde unter Gelb beendet, da Massa ausgangs Kurve 9 mit einem Aufhängungsschaden in die Streckenbegrenzung fuhr.

### Rennen
Vor dem Rennen wurde eine Schweigeminute zum Gedenken an den IndyCar-Fahrer Dan Wheldon und den MotoGP-Fahrer Marco Simoncelli eingelegt, die an den beiden vorangegangenen Wochenenden bei Rennunfällen ums Leben gekommen waren.
Vettel behielt vom Start an die Führung, während Button ebenfalls einen guten Start hatte und Alonso in Kurve 1 hinter sich ließ. Dann gelang es ihm, Webber auf der Gegengeraden zu überholen und am Ende der ersten Runde Zweiter zu werden. Im Vergleich dazu fiel sein McLaren-Teamkollege Hamilton beim Start hinter Massa auf den sechsten Platz zurück. Auch Schumacher hatte einen guten Start und verbesserte sich auf Platz acht, direkt hinter Mercedes-Teamkollege Nico Rosberg, der als Elfter gestartet war. Bruno Senna, der als Vierzehnter ins Rennen gegangen war, komplettierte nun die Punkteränge auf dem zehnten Platz, hinter Adrian Sutil.
Unterdessen kam es hinter der Spitzengruppe zu einer Kollision. Rubens Barrichello hatte leichten Kontakt zu seinem Williams-Teamkollegen Pastor Maldonado. Der Brasilianer rutschte dann zur Seite und berührte Kobayashi. Als der Sauber-Pilot auf die Strecke zurückkehrte, traf er wiederum Glock. Maldonados Auto war unbeschädigt und er fuhr weiter, während Barrichello wegen eines neuen Frontflügels an die Box ging und ebenfalls weiterfuhr. Kobayashi kam derweil auf der Gegengeraden davon und Glock schied mit seinem Virgin zwei Runden später wegen eines Aufhängungsschadens aus. Auch in Kurve 3 kam es zu einer Berührung, als Karthikeyan gegen das Heck von Trullis Lotus prallte und den Italiener von der Strecke schleuderte. Trulli kam zur Reparatur an die Box und fuhr weiter, aber für den Rest des Rennens war er langsam.
In Runde 9 gelang Jaime Alguersuari mit Hilfe des DRS ein Überholmanöver auf Senna erfolgreich und rückte auf den zehnten Platz vor. Der Renault-Fahrer wurde nur ein paar Runden später von Alguersuaris Toro-Rosso-Teamkollege Sébastien Buemi überholt. Maldonado erlitt in Runde 13 einen Getriebeschaden und war damit der dritte Ausfall des Rennens. Allerdings parkte er den Williams weit genug abseits der Rennstrecke, um ein Safety-Car zu vermeiden. In der folgenden Runde setzte Alguersuari seine Überholmanöver im Feld fort, überholte Sutils Force India und belegte den neunten Platz.
Die Boxenstopps für die Top Ten begannen in Runde 17, als Webber, Alonso, Hamilton und Alguersuari alle an die Box gingen. Alonso tauchte hinter Schumacher auf, konnte aber schnell am Mercedes-Fahrer vorbeiziehen. In der folgenden Runde kamen sowohl Massa als auch Rosberg an die Box, um die Spitzenpositionen wiederherzustellen. Nachdem auch die Führenden Vettel und Button an die Box gekommen waren, war die Reihenfolge vor den Boxenstopps exakt wiederhergestellt, mit Ausnahme von Senna, der nun auf dem zehnten Platz lag und noch nicht an die Box ging. Dabei gelang es Buemi, bei den Boxenstopps Sutil zu überholen.
Kurz darauf ereignete sich das größte Gesprächsthema des Rennens, als Hamilton in Kurve fünf versuchte, Massa zu überholen. Wie bereits viermal zuvor in der Saison 2011 – in Monaco, Silverstone, Singapur und Suzuka – kollidierten die beiden Autos. Massa fuhr ohne Schaden weiter, erhielt jedoch später eine Durchfahrtsstrafe für den Vorfall. Hamilton musste unterdessen an die Box zurückkehren, um seinen Frontflügel zu wechseln. In derselben Runde schied Buemi mit seinem Toro Rosso wegen eines Motorschadens aus, wodurch die relativ hohe Abnutzungsquote im Rennen anhielt. Am Ende dieser Runde blieb Massa also auf dem fünften Platz, aber Rosberg, Schumacher und Alguersuari rückten auf die Plätze sechs, sieben und acht vor. Hamilton lag nach seinen Stopp nun auf dem neunten Platz, während Sutil durch Buemis Ausfall auf den zehnten Platz vorrückte.
Als Massa seine Durchfahrtsstrafe erhielt, fiel er hinter die beiden Mercedes-Autos zurück. In der Zwischenzeit überholte Hamilton Alguersuari als Achter und ließ den McLaren und den Ferrari erneut direkt hinter sich. Allerdings dauerte es nur eine Runde, bis Massa einen Aufhängungsschaden erlitt, genau wie schon im Qualifying, als ihm dieses Mal die linke Vorderradaufhängung seines Ferrari auf dem Bordstein brach und er aus dem Rennen ausschied. Damit lag Hamilton in Runde 32 auf dem siebten Platz, Alguersuari auf dem achten Platz und Sutil und Pérez, die für Sauber ein ruhiges Rennen gefahren waren, rundeten die Punkte ab. In der zweiten Runde der Boxenstopps gab es weitaus weniger Action als in der ersten, mit Ausnahme von Alonsos besserem Stopp, der es ihm ermöglichte, im Kampf um den dritten Platz vor Webber wieder auf die Strecke zu kommen. Außerdem lag Senna nun auf dem neunten Platz, da er eine andere Boxenstopp-Strategie verfolgte. Senna kam vier Runden vor Schluss an die Box und ermöglichte Sutil und Pérez die Rückkehr auf die Plätze neun und zehn.
Das Rennen endete damit, dass Vettel deutlich vor Button lag und Alonso einen Angriff von Webber abwehrte und das Podium komplettierte. Schumacher führte seinen Teamkollegen Rosberg auf einem starken fünften Platz an, während Hamilton auf dem siebten Platz der letzte nicht überrundete Fahrer war. Alguersuaris achter Platz ermöglichte es Toro Rosso, im Rennen um den siebten Platz in der Konstrukteurswertung mit Sauber gleichzuziehen, wobei Sutil Pérez auf den letzten beiden Punkteplätzen anführte. Vettel führte das Rennen von der Pole-Position startend durchgängig an und fuhr zudem die schnellste Rennrunde. Damit erzielte er einen Grand Slam. Zu diesem Zeitpunkt wusste jedoch niemand, dass dies Vettels letzter Sieg im Jahr 2011 sein würde.

## Meldeliste
| Team                         | Nr. | Fahrer             | Chassis             | Motor                | Reifen |
| ---------------------------- | --- | ------------------ | ------------------- | -------------------- | ------ |
| Red Bull Racing              | 01  | Sebastian Vettel   | Red Bull RB7        | Renault 2.4 V8       | P      |
| Red Bull Racing              | 02  | Mark Webber        | Red Bull RB7        | Renault 2.4 V8       | P      |
| Vodafone McLaren Mercedes    | 03  | Lewis Hamilton     | McLaren MP4-26      | Mercedes-Benz 2.4 V8 | P      |
| Vodafone McLaren Mercedes    | 04  | Jenson Button      | McLaren MP4-26      | Mercedes-Benz 2.4 V8 | P      |
| Scuderia Ferrari             | 05  | Fernando Alonso    | Ferrari 150º Italia | Ferrari 2.4 V8       | P      |
| Scuderia Ferrari             | 06  | Felipe Massa       | Ferrari 150º Italia | Ferrari 2.4 V8       | P      |
| Mercedes GP Petronas F1 Team | 07  | Michael Schumacher | Mercedes MGP W02    | Mercedes-Benz 2.4 V8 | P      |
| Mercedes GP Petronas F1 Team | 08  | Nico Rosberg       | Mercedes MGP W02    | Mercedes-Benz 2.4 V8 | P      |
| Lotus Renault GP             | 09  | Bruno Senna        | Renault R31         | Renault 2.4 V8       | P      |
| Lotus Renault GP             | 10  | Witali Petrow      | Renault R31         | Renault 2.4 V8       | P      |
| AT&T Williams                | 11  | Rubens Barrichello | Williams FW33       | Cosworth 2.4 V8      | P      |
| AT&T Williams                | 12  | Pastor Maldonado   | Williams FW33       | Cosworth 2.4 V8      | P      |
| Force India F1 Team          | 14  | Adrian Sutil       | Force India VJM04   | Mercedes-Benz 2.4 V8 | P      |
| Force India F1 Team          | 15  | Paul di Resta      | Force India VJM04   | Mercedes-Benz 2.4 V8 | P      |
| Sauber F1 Team               | 16  | Kamui Kobayashi    | Sauber C30          | Ferrari 2.4 V8       | P      |
| Sauber F1 Team               | 17  | Sergio Pérez       | Sauber C30          | Ferrari 2.4 V8       | P      |
| Scuderia Toro Rosso          | 18  | Sébastien Buemi    | Toro Rosso STR6     | Ferrari 2.4 V8       | P      |
| Scuderia Toro Rosso          | 19  | Jaime Alguersuari  | Toro Rosso STR6     | Ferrari 2.4 V8       | P      |
| Team Lotus                   | 20  | Karun Chandhok     | Lotus T128          | Renault 2.4 V8       | P      |
| Team Lotus                   | 20  | Heikki Kovalainen  | Lotus T128          | Renault 2.4 V8       | P      |
| Team Lotus                   | 21  | Jarno Trulli       | Lotus T128          | Renault 2.4 V8       | P      |
| HRT F1 Team                  | 22  | Narain Karthikeyan | HRT F111            | Cosworth 2.4 V8      | P      |
| HRT F1 Team                  | 23  | Daniel Ricciardo   | HRT F111            | Cosworth 2.4 V8      | P      |
| Marussia Virgin Racing       | 24  | Timo Glock         | Virgin MVR-02       | Cosworth 2.4 V8      | P      |
| Marussia Virgin Racing       | 25  | Jérôme D’Ambrosio  | Virgin MVR-02       | Cosworth 2.4 V8      | P      |

Anmerkungen
1. 1 2  Chandhok fuhr den Lotus mit der Nummer 20 im ersten freien Training. Kovalainen übernahm das Fahrzeug anschließend für das restliche Rennwochenende.

## Klassifikationen

### Qualifying
| Pos.                                                                      | Fahrer             | Konstrukteur         | Q1       | Q2       | Q3         | Start |
| ------------------------------------------------------------------------- | ------------------ | -------------------- | -------- | -------- | ---------- | ----- |
| 01                                                                        | Sebastian Vettel   | Red Bull-Renault     | 1:26,218 | 1:24,657 | 1:24,178   | 01    |
| 02                                                                        | Lewis Hamilton     | McLaren-Mercedes     | 1:26,563 | 1:25,019 | 1:24,474   | 05    |
| 03                                                                        | Mark Webber        | Red Bull-Renault     | 1:26,473 | 1:25,282 | 1:24,508   | 02    |
| 04                                                                        | Fernando Alonso    | Ferrari              | 1:26,774 | 1:25,158 | 1:24,519   | 03    |
| 05                                                                        | Jenson Button      | McLaren-Mercedes     | 1:26,225 | 1:25,299 | 1:24,950   | 04    |
| 06                                                                        | Felipe Massa       | Ferrari              | 1:27,012 | 1:25,522 | 1:25,122   | 06    |
| 07                                                                        | Nico Rosberg       | Mercedes             | 1:26,364 | 1:25,555 | 1:25,451   | 07    |
| 08                                                                        | Adrian Sutil       | Force India-Mercedes | 1:26,271 | 1:26,140 | keine Zeit | 08    |
| 09                                                                        | Sébastien Buemi    | Toro Rosso-Ferrari   | 1:26,608 | 1:26,161 | keine Zeit | 09    |
| 10                                                                        | Jaime Alguersuari  | Toro Rosso-Ferrari   | 1:26,557 | 1:26,319 | keine Zeit | 10    |
| 11                                                                        | Witali Petrow      | Renault              | 1:26,189 | 1:26,319 | –          | 16    |
| 12                                                                        | Michael Schumacher | Mercedes             | 1:26,790 | 1:26,337 | –          | 11    |
| 13                                                                        | Paul di Resta      | Force India-Mercedes | 1:26,864 | 1:26,503 | –          | 12    |
| 14                                                                        | Pastor Maldonado   | Williams-Cosworth    | 1:26,829 | 1:26,537 | –          | 13    |
| 15                                                                        | Bruno Senna        | Renault              | 1:26,766 | 1:26,651 | –          | 14    |
| 16                                                                        | Rubens Barrichello | Williams-Cosworth    | 1:27,479 | 1:27,247 | –          | 15    |
| 17                                                                        | Sergio Pérez       | Sauber-Ferrari       | 1:27,249 | 1:27,562 | –          | 20    |
| 18                                                                        | Kamui Kobayashi    | Sauber-Ferrari       | 1:27,876 | –        | –          | 17    |
| 19                                                                        | Heikki Kovalainen  | Lotus-Renault        | 1:28,565 | –        | –          | 18    |
| 20                                                                        | Jarno Trulli       | Lotus-Renault        | 1:28,752 | –        | –          | 19    |
| 21                                                                        | Daniel Ricciardo   | HRT-Cosworth         | 1:30,216 | –        | –          | 23    |
| 22                                                                        | Narain Karthikeyan | HRT-Cosworth         | 1:30,238 | –        | –          | 24    |
| 23                                                                        | Jérôme D’Ambrosio  | Virgin-Cosworth      | 1:30,866 | –        | –          | 21    |
| 107-Prozent-Zeit: 1:32,222 min (bezogen auf Q1-Bestzeit von 1:26,189 min) |                    |                      |          |          |            |       |
| DNQ                                                                       | Timo Glock         | Virgin-Cosworth      | 1:34,046 | –        | –          | 22    |

Anmerkungen
1. ↑  Hamilton wurde wegen des Missachtens doppelt geschwenkter gelber Flaggen um drei Positionen nach hinten gesetzt.
2. ↑  Petrow wurde für das Verursachen einer Kollision mit Schumacher in Korea um fünf Positionen nach hinten versetzt.
3. ↑  Pérez wurde wegen des Missachtens doppelt geschwenkter gelber Flaggen um drei Positionen nach hinten gesetzt.
4. ↑  Ricciardo wurde wegen eines Getriebewechsels um fünf Positionen nach hinten versetzt.
5. ↑  Karthikeyan wurde für das Behindern von Schumacher um fünf Positionen zurückgesetzt.

1. 1 2 3 4 5 6 7 8 9 10 11 12 13 14 15 16 17 18  Rennwagen mit KERS

### Rennen
| Pos. | Fahrer             | Konstrukteur         | Runden | Stopps | Zeit        | Start | Schnellste Runde |
| ---- | ------------------ | -------------------- | ------ | ------ | ----------- | ----- | ---------------- |
| 01   | Sebastian Vettel   | Red Bull-Renault     | 60     | 2      | 1:30:35,002 | 01    | 1:27,249 (60.)   |
| 02   | Jenson Button      | McLaren-Mercedes     | 60     | 2      | + 8,433     | 04    | 1:27,967 (60.)   |
| 03   | Fernando Alonso    | Ferrari              | 60     | 2      | + 24,301    | 03    | 1:27,953 (58.)   |
| 04   | Mark Webber        | Red Bull-Renault     | 60     | 2      | + 25,529    | 02    | 1:27,520 (59.)   |
| 05   | Michael Schumacher | Mercedes             | 60     | 2      | + 1:05,421  | 11    | 1:28,549 (48.)   |
| 06   | Nico Rosberg       | Mercedes             | 60     | 2      | + 1:06,851  | 07    | 1:28,600 (59.)   |
| 07   | Lewis Hamilton     | McLaren-Mercedes     | 60     | 3      | + 1:24,183  | 05    | 1:28,721 (58.)   |
| 08   | Jaime Alguersuari  | Toro Rosso-Ferrari   | 59     | 2      | + 1 Runde   | 10    | 1:29,239 (57.)   |
| 09   | Adrian Sutil       | Force India-Mercedes | 59     | 2      | + 1 Runde   | 08    | 1:29,289 (59.)   |
| 10   | Sergio Pérez       | Sauber-Ferrari       | 59     | 2      | + 1 Runde   | 20    | 1:29,345 (58.)   |
| 11   | Witali Petrow      | Renault              | 59     | 2      | + 1 Runde   | 16    | 1:29,289 (58.)   |
| 12   | Bruno Senna        | Renault              | 59     | 2      | + 1 Runde   | 14    | 1:29,310 (55.)   |
| 13   | Paul di Resta      | Force India-Mercedes | 59     | 3      | + 1 Runde   | 12    | 1:28,679 (59.)   |
| 14   | Heikki Kovalainen  | Lotus-Renault        | 58     | 2      | + 2 Runden  | 18    | 1:30,294 (58.)   |
| 15   | Rubens Barrichello | Williams-Cosworth    | 58     | 2      | + 2 Runden  | 15    | 1:28,635 (56.)   |
| 16   | Jérôme D’Ambrosio  | Virgin-Cosworth      | 57     | 2      | + 3 Runden  | 21    | 1:31,990 (51.)   |
| 17   | Narain Karthikeyan | HRT-Cosworth         | 57     | 2      | + 3 Runden  | 24    | 1:31,988 (44.)   |
| 18   | Daniel Ricciardo   | HRT-Cosworth         | 57     | 3      | + 3 Runden  | 23    | 1:31,674 (49.)   |
| 19   | Jarno Trulli       | Lotus-Renault        | 57     | 3      | + 3 Runden  | 19    | 1:31,691 (52.)   |
| –    | Felipe Massa       | Ferrari              | 32     | 3      | DNF         | 06    | 1:30,243 (19.)   |
| –    | Sébastien Buemi    | Toro Rosso-Ferrari   | 24     | 1      | DNF         | 09    | 1:30,956 (23.)   |
| –    | Pastor Maldonado   | Williams-Cosworth    | 12     | 0      | DNF         | 13    | 1:33,573 (12.)   |
| –    | Timo Glock         | Virgin-Cosworth      | 2      | 1      | DNF         | 22    | 2:09,008 (02.)   |
| –    | Kamui Kobayashi    | Sauber-Ferrari       | 0      | 0      | DNF         | 17    | –                |

Anmerkungen
1. 1 2 3 4 5 6 7 8 9 10 11 12 13 14 15 16 17 18  Rennwagen mit KERS

## WM-Stände nach dem Rennen
Die ersten zehn des Rennens bekamen 25, 18, 15, 12, 10, 8, 6, 4, 2 bzw. 1 Punkt(e).

### Fahrerwertung
| Pos. | Fahrer             | Konstrukteur         | Punkte |
| ---- | ------------------ | -------------------- | ------ |
| 01   | Sebastian Vettel   | Red Bull-Renault     | 374    |
| 02   | Jenson Button      | McLaren-Mercedes     | 240    |
| 03   | Fernando Alonso    | Ferrari              | 227    |
| 04   | Mark Webber        | Red Bull-Renault     | 221    |
| 05   | Lewis Hamilton     | McLaren-Mercedes     | 202    |
| 06   | Felipe Massa       | Ferrari              | 98     |
| 07   | Nico Rosberg       | Mercedes             | 75     |
| 08   | Michael Schumacher | Mercedes             | 70     |
| 09   | Witali Petrow      | Renault              | 36     |
| 10   | Nick Heidfeld      | Renault              | 34     |
| 11   | Adrian Sutil       | Force India-Mercedes | 30     |
| 12   | Kamui Kobayashi    | Sauber-Ferrari       | 27     |
| 13   | Jaime Alguersuari  | Toro Rosso-Ferrari   | 26     |
| 14   | Paul di Resta      | Force India-Mercedes | 21     |

| Pos. | Fahrer             | Konstrukteur       | Punkte |
| ---- | ------------------ | ------------------ | ------ |
| 15   | Sébastien Buemi    | Toro Rosso-Ferrari | 15     |
| 16   | Sergio Pérez       | Sauber-Ferrari     | 14     |
| 17   | Rubens Barrichello | Williams-Cosworth  | 4      |
| 18   | Bruno Senna        | Renault            | 2      |
| 19   | Pastor Maldonado   | Williams-Cosworth  | 1      |
| 20   | Pedro de la Rosa   | Sauber-Ferrari     | 0      |
| 21   | Jarno Trulli       | Lotus-Renault      | 0      |
| 22   | Heikki Kovalainen  | Lotus-Renault      | 0      |
| 23   | Vitantonio Liuzzi  | HRT-Cosworth       | 0      |
| 24   | Jérôme D’Ambrosio  | Virgin-Cosworth    | 0      |
| 25   | Timo Glock         | Virgin-Cosworth    | 0      |
| 26   | Narain Karthikeyan | HRT-Cosworth       | 0      |
| 27   | Daniel Ricciardo   | HRT-Cosworth       | 0      |
| 28   | Karun Chandhok     | Lotus-Renault      | 0      |

### Konstrukteurswertung
| Pos. | Konstrukteur         | Punkte |
| ---- | -------------------- | ------ |
| 01   | Red Bull-Renault     | 595    |
| 02   | McLaren-Mercedes     | 442    |
| 03   | Ferrari              | 325    |
| 04   | Mercedes             | 145    |
| 05   | Renault              | 72     |
| 06   | Force India-Mercedes | 51     |

| Pos. | Konstrukteur       | Punkte |
| ---- | ------------------ | ------ |
| 07   | Sauber-Ferrari     | 41     |
| 08   | Toro Rosso-Ferrari | 41     |
| 09   | Williams-Cosworth  | 5      |
| 10   | Lotus-Renault      | 0      |
| 11   | HRT-Cosworth       | 0      |
| 12   | Virgin-Cosworth    | 0      |